# Apple A15 Bionic
Apple A14 Bionic Apple A16 Bionic
L'Apple A15 Bionic est un système sur une puce ARM 64 bits conçu par Apple et dévoilé le 14 septembre 2021. Il équipe l'iPhone 13 et l'iPad mini 6. Il embarque 15 milliards de transistors et un moteur neuronal à 16 cœurs capable d'effectuer 15,8 billions d'opérations par seconde. Pour la première fois, Apple inclut deux variantes différentes de leur système sur puce, l'une avec un GPU 5 cœurs pour l'iPhone 13 Pro, 13 Pro Max et l'iPad mini 6, et l'une avec un GPU 4 cœurs pour l'iPhone 13 et 13 mini. Apple ne fournit pas de comparaison avec son prédécesseur, l'A14 Bionic.

## Conception
L'A15 contient 15 milliards de transistors et comprend du matériel de réseau neuronal dédié qu'Apple appelle un nouveau moteur neuronal à 16 cœurs. Le Neural Engine peut effectuer 15,8 Tera-opérations par seconde. L'A15 comprend également un nouveau processeur d'image avec des capacités de photographie informatique améliorées.
A15 est fabriqué par TSMC, apparemment sur leur procédé de fabrication 5 nm de deuxième génération, N5P,.

## CPU
L'Apple A15 Bionic est doté d'un processeur à six cœurs 64 bits conçu par Apple mettant en œuvre ARMv8 avec deux cœurs hautes performances appelés Avalanche et quatre cœurs écoénergétiques appelés Blizzard. Apple affirme que l'A15 des iPhones est 50% plus rapide que la concurrence et que l'A15 de l'iPad Mini 6 est 40% plus rapide que l'A12. L'iPad mini 6 embarque un CPU sous-cadencé par rapport aux iPhone 13, tournant à 2,93 GHz au lieu de 3,24 GHz chez les iPhone. Les cœurs Blizzard opèrent à 2,016 GHz sur tous les modèles.

## GPU
L'A15 intègre un GPU à cinq cœurs conçu par Apple pour les iPad mini 6, iPhone 13 Pro et Pro Max, tandis qu'un cœur de GPU est désactivé dans les iPhone 13 et 13 Mini, ce qui donne un GPU à quatre cœurs pour ces modèles. Apple affirme que le GPU à cinq cœurs de l'A15 est 50% plus rapide que la concurrence. Apple affirme que le GPU à quatre cœurs de l'A15 est 30% plus rapide que la concurrence. Le GPU à cinq cœurs a été reconduit dans les iPhone 14 et 14 Plus.

## Produits équipés de l'Apple A15 Bionic
- iPhone 13
- iPhone 13 mini
- iPhone 13 Pro
- iPhone 13 Pro Max
- iPad mini (6e génération)
- iPhone SE (3e génération)
- iPhone 14
- iPhone 14 Plus
- Apple TV 4K (2022)